# 22475 Stanrunge
22475 Stanrunge este o planetă minoră (asteroid), cu un diametru de 3,878 km, din centura de asteroizi. A fost descoperită pe 3 martie 1997 la Observatorul Național Kitt Peak de Spacewatch. 
Obiectul prezintă o orbită caracterizată de o semiaxă mare de 2,5937498 UAi, o excentricitate de 0,07, o înclinație de 1,8373 ° în raport cu ecliptica.